# عمرو الدالي (مؤلف)
عمرو الدالي هو سيناريست ومؤلف مصري من مواليد حى شبرا في القاهرة عام 1981، وتخرج في كلية الحقوق جامعة القاهرة في عام 2002.

## أهم الأعمال
- دوران شبرا
- الرحلة
- فرح ليلي
- موجة حارة
- سيرة حب
- مريلة كحلي
- الخوف
- قعدة بلدي
- دماغ شيطان
- ضد الكسر

## المسلسلات
- مسلسل خاص جدا من إنتاج العدل جروب تم عرضه في رمضان (2009)
- مسلسل "دوران شبرا" (2011) تأليف، إخراج خالد الحجر من إنتاج أفلام مصر العالمية وشبكة ال BBC
- مسلسل (فرح ليلي) رمضان 2013، سيناريو وحوار، قصة واخراج خالد الحجر إنتاج كينج توت
- مسلسل (موجة حارة) 2013، ورشة سيناريو، ورشة كتابة / مريم نعوم، إخراج / محمد ياسين
- مسلسل سيرة حب 2015 معالجة درامية، إنتاج / محمد مشيش، إخراج / محمد العدل
- مسلسل الرحلة 710 ، تأليف، إنتاج / مها سليم، إخراج / حسام علي

## مسلسلات الرسوم المتحركه
- عربنا «حيث يتناول علاقة العرب بعضهم ببعض والصراع العربي الأسرائيلى» 2010 لم يتم عرضه بعد
- المزرعة  جارى إنتاجه

## البرامج
برنامج الأطفال المصرى عالم سمسم (2000:2005)

## الأفلام الروائية القصيرة
- أنا وأنت يا ورد (2002)
- أنا شاب لكن عمرى ألف عام (2002)
- أخد من وقتك دقيقة (2003) تم عرض الفيلم ضمن فعليات مهرجان ساقيه الصاوي للأفلام القصيره وعرض بقصر السينما بجاردن سيتي

## الأفلام الروائية الطويلة
- مريله كحلى (2004) لم ينتج بعد
- قاعده بلدى (2011)
- كومبارس (2011)
- فيلم الخوف (2012)
- دماغ شيطان (2017)
- وقت بدل ضايع (2017)

## الأفلام التسجيلية
قام بكتابه العديد من الأفلام التسجيلية في الفترة من (2005:2011) من إنتاج مكتبة الأسكندرية ومنهم: مصر الجديده «دره الرمال» - المكس - نعيمة المصرية)
1. ↑  "عمرو الدالي - تأليف - فيلموجرافيا، صور، فيديو". elCinema.com. مؤرشف من الأصل في 2018-01-01. اطلع عليه بتاريخ 2018-11-15.